# Amir El Falaki
Amir El Falaki (Kopenhagen, 12 augustus 1973) is een voormalige Deense zanger en werkt als dansleraar. Amir vormde in de jaren 90 samen met Aneela Mirza de Deense popgroep Toy-Box en had daarmee wereldwijd succes met meer dan 4,5 miljoen verkochte albums.
El Falaki is van Marokkaanse afkomst en spreekt Deens, Engels, Arabisch en Frans.